# 蓝花西番莲
藍花西番蓮（學名：Passiflora caerulea），別名巴西耐寒西番蓮，原產於巴西，是多年生草本藤本植物，比其他種類的西番蓮有更高的耐寒性。本種因花色豔而成為園藝植物，各莖節上均長有卷鬚以作攀爬，是十分受歡迎的觀花園藝植物。

## 形態
藍花西番蓮屬草質藤本植物，各莖節上均長有卷鬚以作攀爬。善於攀爬，常可攀爬至樹頂，遮蓋陽光，但卻因此而受人歡迎，常見偶然栽種於公園或庭園而作遮暗用途。隨着植株長大，莖節上便會長出花苞，最後開花。

## 花的結構

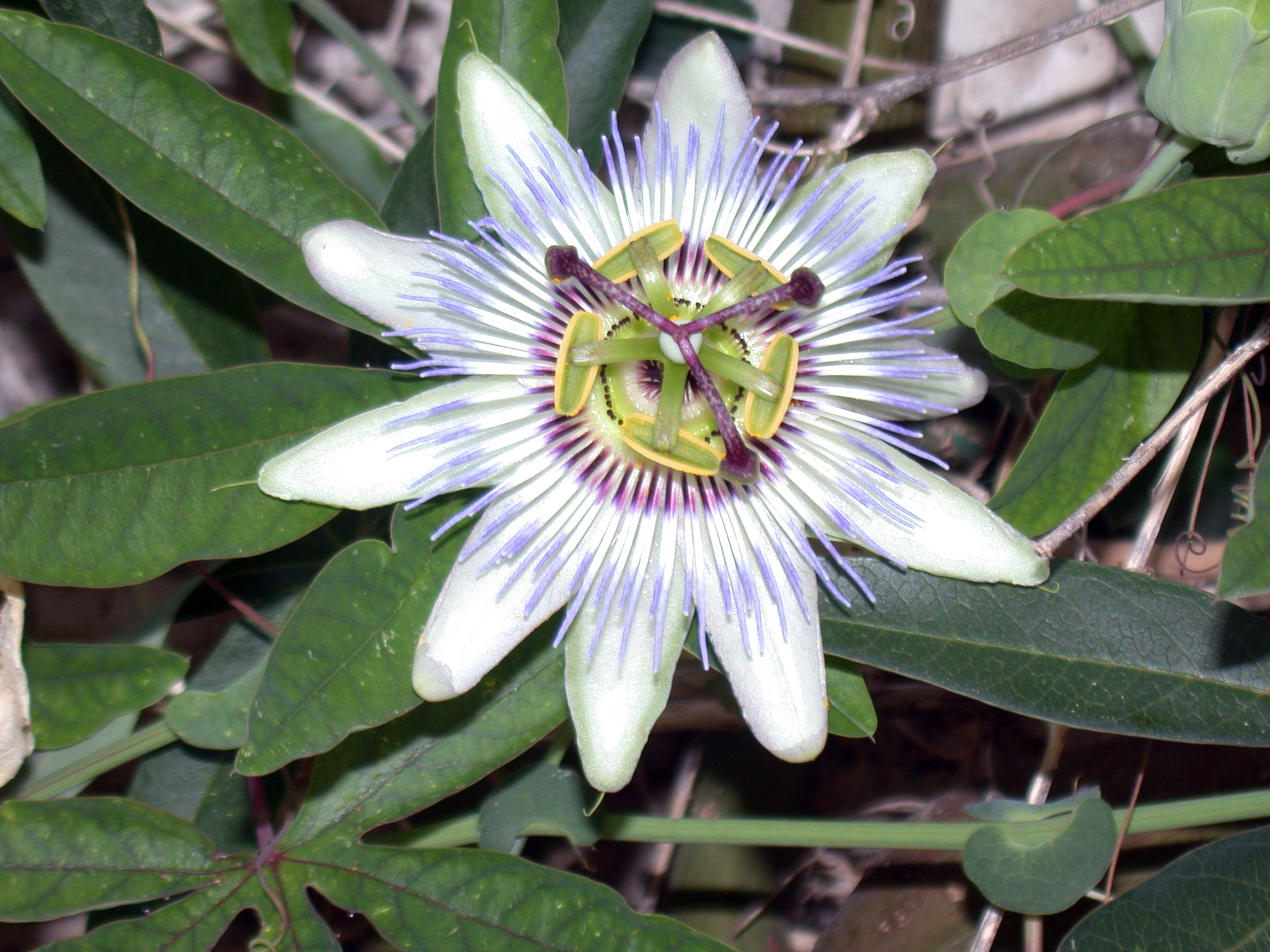

不只是藍花西番蓮，大部份西番蓮的花都是這個結構。第一層為三塊苞片，第二層為五塊萼片，萼片的外型極似花瓣，第三層為五塊花瓣，第四層為由眾多絲狀裂片組成的副花冠。花朵正中便是雄蕊和雌蕊，雌蕊具三條柱頭，柱頭下垂，雄蕊共五枚。

## 延伸閱讀
- Abraham H. Halevy. . CRC Press. 1989: 507  [2015-08-19]. ISBN 0849339162. （原始内容存档于2016-03-04）.